# Verbandsgemeinde Vallendar
Die Verbandsgemeinde Vallendar ist eine Gebietskörperschaft im Landkreis Mayen-Koblenz in Rheinland-Pfalz. Der Verbandsgemeinde gehören die Stadt Vallendar sowie drei weitere Ortsgemeinden an, der Verwaltungssitz ist in der namensgebenden Stadt Vallendar.

## Verbandsangehörige Gemeinden
| Ortsgemeinde, Stadt        | Fläche (km²) | Einwohner |
| -------------------------- | ------------ | --------- |
| Niederwerth                | 3,03         | 1.305     |
| Urbar                      | 3,46         | 3.214     |
| Vallendar, Stadt           | 13,22        | 9.313     |
| Weitersburg                | 6,62         | 2.499     |
| Verbandsgemeinde Vallendar | 26,34        | 16.331    |

(Einwohner am 31. Dezember 2023)

## Geschichte
Die Verbandsgemeinde geht auf das kurtrierische Amt Vallendar mit den Ortschaften Vallendar, Hillscheid, Höhr, Mallendar und Weitersburg zurück, das 1767 entstand. 1802 wurde es um Engers und Grenzhausen erweitert. 1815 wurde mit dem Übergang an das Königreich Preußen ein neues Amt Vallendar begründet, das wesentlich verkleinert nur noch Vallendar, Mallendar und Weitersburg umfasste. Zwei Jahre später gliederte man Niederwerth ein und das Amt erhielt die Bezeichnung  Bürgermeisterei Vallendar. 1856 schied Vallendar aus dieser aus, so dass nun die beiden Bürgermeistereien Vallendar-Stadt und Vallendar-Land (mit Mallendar, Niederwerth und Weitersburg) bestanden, die später wieder die Benennung „Amt“ erhielten. 1937 wurden die Orte Arenberg, Arzheim, Immendorf und Urbar in das Amt Vallendar-Land eingegliedert, 1939 Mallendar nach Vallendar-Stadt eingemeindet.
1970 entstand schließlich die heutige Verbandsgemeinde aus dem Amt Vallendar-Stadt und den Orten Niederwerth, Urbar und Weitersburg, nachdem Arenberg, Arzheim und Immendorf in die Stadt Koblenz eingegliedert worden waren.

## Bevölkerungsentwicklung
Die Entwicklung der Einwohnerzahl bezogen auf das Gebiet der heutigen Verbandsgemeinde Vallendar; die Werte von 1871 bis 1987 beruhen auf Volkszählungen:
| Jahr | Einwohner |
| 1815 | 3.941     |
| 1835 | 5.256     |
| 1871 | 6.098     |
| 1905 | 7.505     |
| 1939 | 8.999     |
| 1950 | 10.512    |

| Jahr | Einwohner |
| 1961 | 11.523    |
| 1970 | 12.921    |
| 1987 | 15.413    |
| 1997 | 15.644    |
| 2005 | 15.475    |
| 2023 | 16.331    |

## Politik

### Verbandsgemeinderat
- SPD: 7
- Grüne: 4
- FWG: 9
- FDP: 2
- CDU: 10

Der Verbandsgemeinderat Vallendar besteht aus 32 ehrenamtlichen Ratsmitgliedern, die bei der Kommunalwahl am 9. Juni 2024 in einer personalisierten Verhältniswahl gewählt wurden, und dem hauptamtlichen Bürgermeister als Vorsitzendem.
Die Sitzverteilung im Verbandsgemeinderat:
| Wahl | SPD | CDU | Grüne | FDP | FWG | Gesamt   |
| ---- | --- | --- | ----- | --- | --- | -------- |
| 2024 | 7   | 10  | 4     | 2   | 9   | 32 Sitze |
| 2019 | 8   | 10  | 6     | 2   | 6   | 32 Sitze |
| 2014 | 10  | 14  | 3     | 1   | 4   | 32 Sitze |
| 2009 | 9   | 15  | 2     | 2   | 4   | 32 Sitze |
| 2004 | 9   | 17  | 2     | 1   | 3   | 32 Sitze |

- FWG = Freie Wählergruppe e. V. Verbandsgemeinde Vallendar

### Bürgermeister
Adolf T. Schneider (parteilos) wurde am 16. Mai 2023 Bürgermeister der Verbandsgemeinde Vallendar. Er hatte sich bei einer Stichwahl am 9. Oktober 2022 mit einem Stimmenanteil von 55,5 % gegen Ulrich Zimmermann (parteilos) durchgesetzt, nachdem bei der Direktwahl am 25. September 2022 keiner der ursprünglich drei Bewerber eine ausreichende Mehrheit erzielt hatte.
Schneiders Vorgänger Fred Pretz (SPD) hatte das Amt seit 1999 ausgeübt. Zuletzt bei der Direktwahl am 28. September 2014 war er mit einem Stimmenanteil von 69,4 % für weitere acht Jahre in seinem Amt bestätigt worden. Bei der Direktwahl im Jahr 2022 kandidierte Fred Pretz nicht erneut und trat 2023 nach der Amtsübergabe im Alter von 63 Jahren seinen Ruhestand an.